# Adidas Roteiro
El Roteiro es el balón utilizado para la Eurocopa 2004 de Portugal. La palabra "Roteiro" significa "ruta" en Portugués y es una referencia a los descubrimientos de los portugueses en los siglos XV y XVI. Fue hecho por Adidas y se presentó en Lisboa el 1 de diciembre del 2003. Es una evolución del Adidas Fevernova balón usado dos años antes en la Copa mundial de fútbol de 2002 en Corea del sur y Japón. Para este balón cambió las costuras tradicionales por el termosellado.

## Comentarios
Este balón causó polémica en algunos de sus partidos, habiéndose dado a conocer por Andrea Pirlo de la selección italiana de fútbol la mala calidad del balón, pudiéndose comparar con un balón de plástico de niño pequeño.
Roteiro fue un balón elegante con plata y franjas en forma de cruz en color negro

## Datos
Por primera vez en la historia, se diseñó y utilizó un balón especialmente diseñado para cada partido del torneo, siendo escritos el nombre de los equipos, la fecha, el nombre del estadio, la longitud y latitud del punto central del campo. Adidas suministró cerca de 2300 balones en los partidos y entrenamientos del torneo.
En marzo de 2024, la marca Adidas decidió traer de vuelta el legendario Roteiro.
Esta pelota fue utilizada en la Eurocopa del 2004, es por eso que 20 años más tarde, Adidas trae la colección de regreso en su formato Speedshell, misma arquitectura del balón Adidas Al Rihla, o Al Hilm, utilizado en la final, que fueron balones utilizados en la Copa Mundial de Fútbol de 2022, realizada en Catar.
Fue en el partido de España vs Colombia, el 22 de marzo de 2024, el día que se utilizó la reedición del Roteiro.